# 陸以正

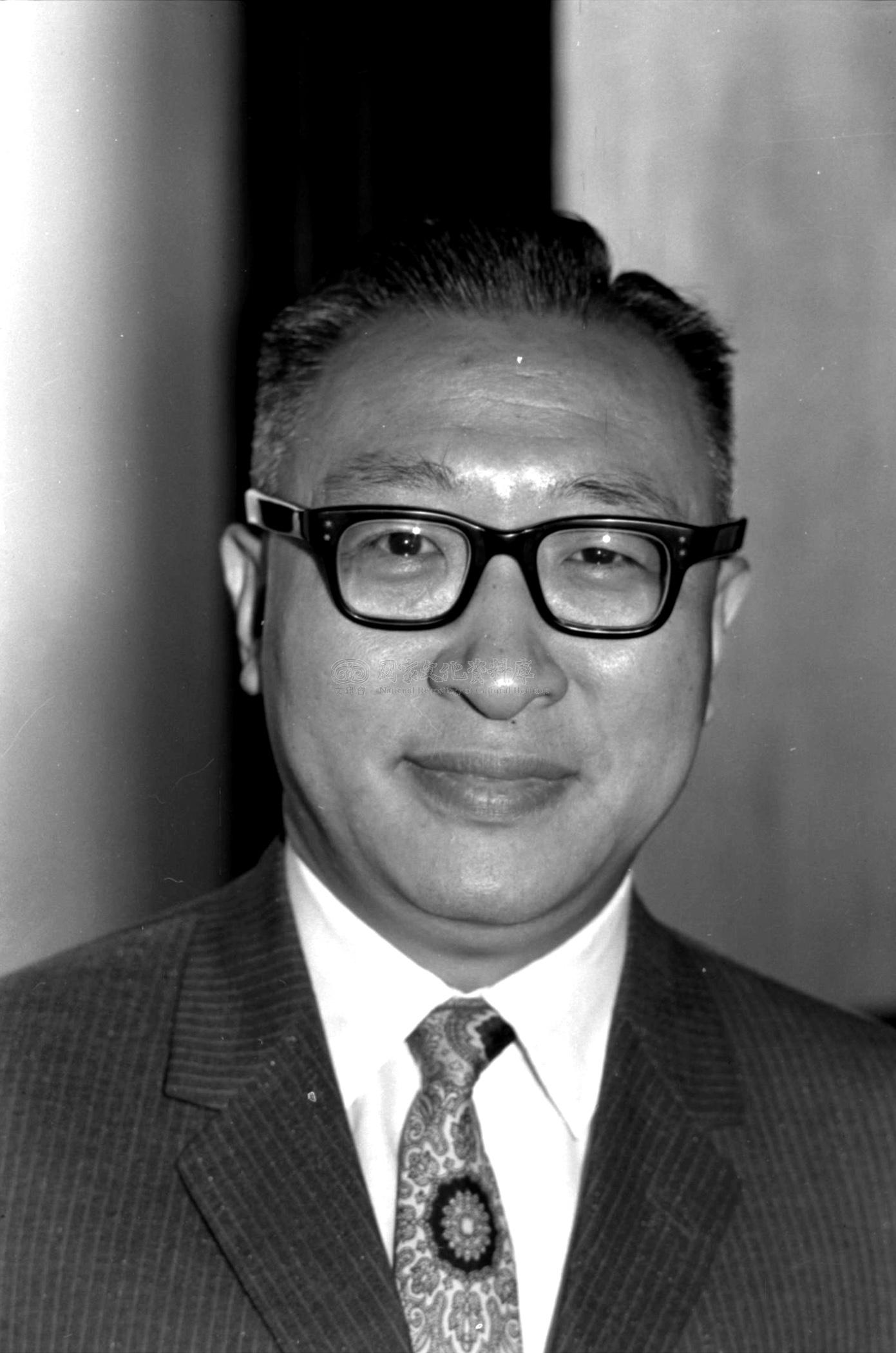
攝於1969年

陸以正（Gene Loh I-Cheng，1924年2月5日—2016年2月26日），原籍江蘇太倉，生於江西南昌，中華民國外交官。
陸以正的曾祖父陸增祥為道光三十年（1850年）狀元。少年時代的陸以正在上海度過，先後就讀覺民小學、天主教金科中學、復旦大學附屬中學，曾在上海淪陷區的日本憲兵隊張貼「打倒日本帝國主義」、「擁護國民政府」、「中華民國萬歲」等字樣的標語。初中畢業後入讀遷駐上海公共租界的江蘇省立揚州中學，1942年夏以第一名畢業，保送至重慶的中國國民黨中央政治學校（即國立政治大學），就讀外交系第一期。1944年，自請休學，被分派至雲南蒙自的中印緬戰區中國作戰司令部南路司令部擔任翻譯官。抗戰勝利後，隨校遷回南京，任《大剛報》記者，採訪國共和談與制憲國民大會。1947年自政大畢業。
1948年底，孑然一身前往台灣，父親及兄姐皆留在大陸，從此再未見面。朝鮮戰爭期間，考取聯合國軍總部翻譯官，回國後任職《英文中國時報》與《中華時報》。其間曾赴美就讀哥倫比亞大學新聞研究所碩士。1956年，出任行政院新聞局第二處處長，推動中華民國的海外宣傳工作。1963年，調任紐約接掌中華新聞社（CNS，後更名為紐約中國新聞處），前後長達16年，親身經歷宋美齡訪美、蔣經國遇刺等事件。1970年代初期極力遊說美國政商新聞界支持中華民國，以中國駐聯合國代表團顧問的身份親身經歷中華民國退出聯合國。1978年中美斷交時，撰文呼籲美國人民繼續支持台灣，獲得新聞界廣泛轉載，引起白宮不滿，被列入黑名單，中華民國政府被迫將其召返台灣。
1980年代，先後擔任駐奧地利代表2年、駐瓜地馬拉大使9年，先後策動中華民國與貝里斯建交、以及与尼加拉瓜恢复邦交。1990年，擔任中華民國駐南非末任大使，與曼德拉私交甚篤，並促成李登輝總統出席曼德拉的就職典禮及勉力維持兩國邦交。1996年底，曼德拉迫於內外壓力，宣佈自1998年1月1日承認中華人民共和國，經多次談判無果後，被台北召回以示抗議。後再返南非，與南非方談判12次，確立斷交后的雙邊關係框架。1998年受聘為無任所大使，至2001年辭任。退休後多次參加中外智庫的討論，並在數所大學任教，也曾於報章開闢專欄發表時評。有自傳《微臣無力可回天》。
2016年2月26日在台北病逝，被時任中華民國外交部部長林永樂譽為「外交界的典範」。
妻葉小珍，1954年在台北結婚。有子孝祖、孝餘，女孝澤。

## 荣誉

### 中华民国勋章奖章
- 二等景星勋章（1981年6月15日批准[4]）